# Восход (конный завод)
АО «Конный завод «Восход»» — российская компания, конный завод в Краснодарском крае, один из крупнейших и старейших конных заводов в России. Расположен в посёлке Восход Новокубанского района. Занимается не только разведением лошадей — компании принадлежит 6 500 гектар земли, из которых на конную часть и приконюшенные левады приходится лишь около 50 га, а на остальных землях выращивают пшеницу, ячмень, подсолнечник, кукурузу, рапс. Имеется также молочная ферма.

## История
В 1914 году на месте посёлка Восход располагалось имение Прокопия Николенко, где для своих нужд он построил конюшню на 14 голов лошадей. После Октябрьской революции земля и постройки были национализированы, и в 1920 году там организовали Кубано-Черноморский конный завод, который в 1924 году переименовали в «Восход».
С 1932 года конный завод полностью перешел на разведение высококлассных чистокровных верховых лошадей. 
Указом Президиума Верховного Совета СССР в 1973 году конный завод наградили Памятным Знаменем. 
В 1990-е годы конный завод был приватизирован, а в 2009 году его приобрел Олег Дерипаска.
Лошади «Восхода» 43 раза выигрывали Большой Всероссийский Дерби, также они завоевали более 200 международных призов.
Жеребцов и кобыл компания продает на открытых аукционах весной и осенью (около 25-30 голов в год), в настоящее время это единственный конный аукцион в России. 
В 2019 году компания объявила о выделении 1 млн руб. на проектирование детского спортивного центра в посёлке Восход.
В 2021 году ВНИИ коневодства признал АО «Конный завод «Восход» лучшим коннозаводчиком страны 2021 года.